# 한국디자인진흥원

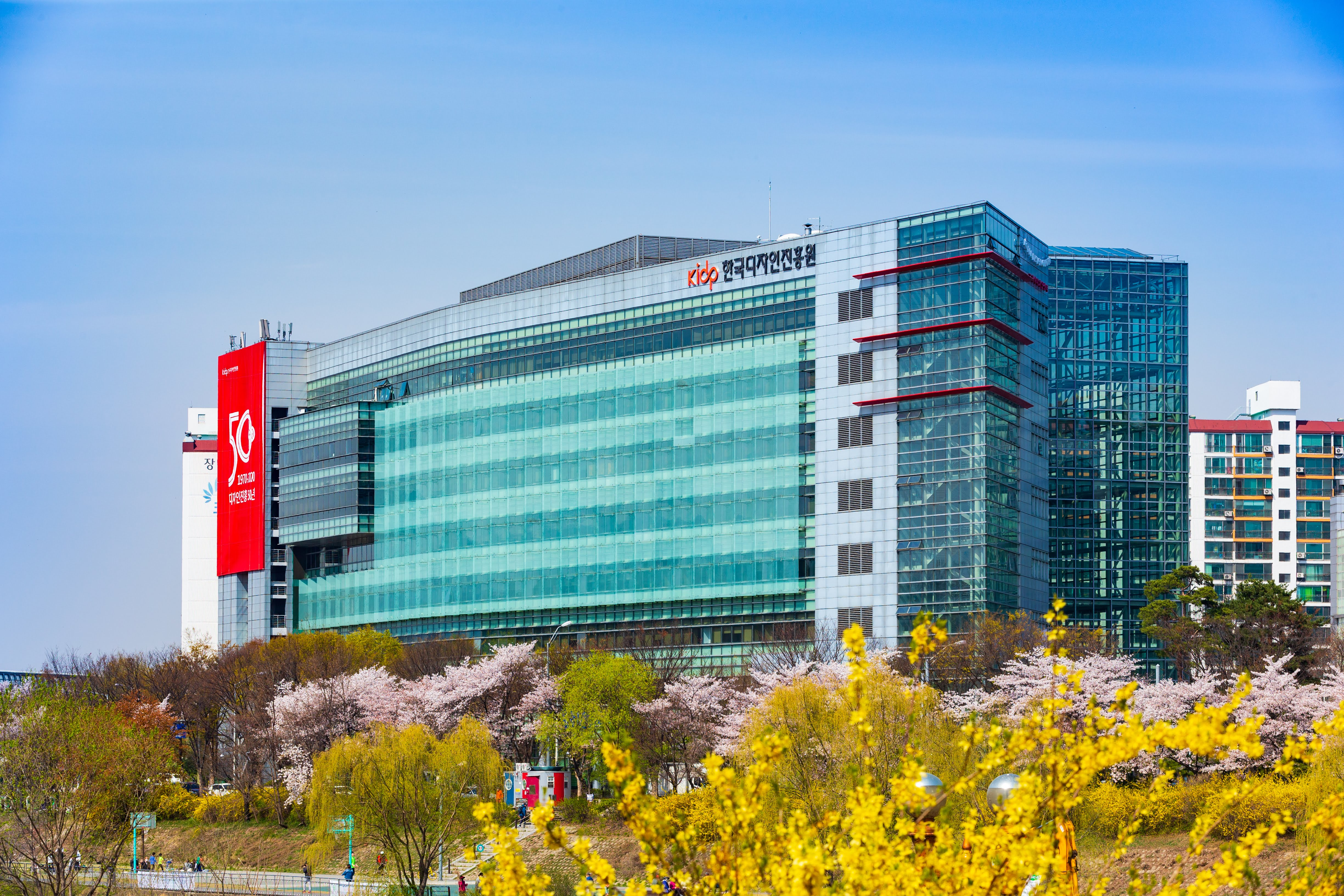
한국디자인진흥원 전경 (2020년)

한국디자인진흥원(韓國디자인進興院, Korea Institute of Design Promotion)은 산업디자인의 연구 및 개발을 촉진하고 산업디자인의 진흥을 위한 사업을 지원함으로써 산업의 경쟁력 강화에 이바지함을 목적으로 설립된 산업통상자원부 산하 공공기관(위탁집행형 준정부기관)이다.

## 설치 근거 법령[1]
제11조 (한국디자인진흥원의 설립등 <개정 2001. 2. 3.>)
①산업디자인의 개발촉진 및 진흥을 위한 사업을 효율적이고 체계적으로 추진하기 위하여 한국디자인진흥원(이하 "振興院"이라 한다)을 설립한다.  <개정 2001. 2. 3.>
②진흥원은 법인으로 한다.
③진흥원은 정관이 정하는 바에 의하여 국내외의 필요한 곳에 분원 또는 사무소를 둘 수 있다.
④진흥원은 산업디자인에 관한 다음 각호의 사업을 행한다.
1. 개발지원사업
2. 전시사업
3. 출판 및 홍보사업
4. 정보화사업
5. 교육ㆍ연수사업
6. 지방의 산업디자인 진흥을 위한 사업
7. 국제교류ㆍ협력사업
8. 정부의 위촉사업
9. 기타 대통령령이 정하는 사업
⑤진흥원은 제1항의 규정에 의한 목적달성에 필요한 경비를 조달하기 위하여 대통령령이 정하는 바에 의하여 수익사업을 할 수 있다.
⑥진흥원에 관하여 이 법에 규정된 것을 제외하고는 민법 중 재단법인에 관한 규정을 준용한다.

## 연혁
- 1970년 한국포장기술협회(1965)와 한국공예디자인연구소(1966, 1969년 한국디자인센터로 개칭, 1970년 한국수출디자인센터로 개칭)가 1970년 한국수출품포장센터로 흡수 통합된 후 한국디자인포장센터(현 한국디자인진흥원, KIDP)로 개칭, 발족[2]

- 1977년 디자인포장진흥법(현 산업디자인진흥법) 제정으로 각종 디자인산업 육성 정책의 법적 근거 마련[3]
- 1982년 88서울올림픽 상품디자인 개발 위원회 설치[4]
- 1991년 산업디자인포장개발원으로 개편[5]
- 1993년 디자인발전 원년의 해 선포, 디자인주간 선포[6]
- 1994년 디자인의 날 선포[7]
- 1996년 부설 국제산업디자인대학원(IDAS) 개교[8]

- 1997년 한국산업디자인진흥원으로 개편(산업디자인진흥법 개정)[9]
- 2001년 한국디자인진흥원 출범(산업디자인진흥법 개정)[1][10]
- 2001년 코리아디자인센터 완공 및 사옥 이전[11]
- 2013년 KIDP China(중국 베이징) 설립[12]
- 2015년 미래디자인융합센터(경상남도 양산시) 완공 및 입주[13]
- 2015년 한국디자인이우센터(중국 이우) 설치[14][15]
- 2018년 한-베 디자인센터(베트남 하노이) 개소[16]
- 2019년 한국디자인 순더비즈센터(중국 광동성 순더) 개소[17]
- 2019년 DK웍스 가산, 강남 개소[18]

## 과거 추진 사업 및 참조 기사
- 1986년 산업디자인에 대한 인식 및 관심을 고취하고 상품의 디자인 개발 촉진 및 아이디어를 창출, 디자인의 수준 향상으로 소비자를 보호하며 국민생활의 질을 높이고 상품의 국제 경쟁력 강화를 통해 수출 증대에 기여하고자 우수 디자인(Good Design) 상품을 선정했다.[19]
- 1987년 ‘제1회 한국우수포장대전’을 상공부와 한국방송공사 후원으로 개최했다.[20]
- 1990년에는 5월 29일부터 이틀 간 플라자 호텔에서 ICSID, AMCOM, 한·일 디자인 세미나 및 국제디자인대회 등 3개의 디자인 관련 행사를 열었다.[21][22]
- 1988년의 ‘한·일 학생 디자인교류전’ 등의 전시회를 개최하고 조사단과 연수단을 파견하는 등 비교적 꾸준히 교류해 왔다.[23]
- 1994년부터 한국디자인진흥원은 당시 통상산업부와 함께 산업디자인 지도 상품전을 주관했는데 이 행사는 산업디자인 진단·지도를 무료로 실시하고, 개발비의 50%의 지원 및 상품화 비용의 일부를 공업발전 기금으로 융자지원하고 있다.[24][25]
- 1997년부터 국제산업디자인대학원에서 포장디자이너를 위한 포장기술 교육과 컴퓨터 응용디자인 교육, 편집디자인 실무교육을  실시하고 있다.[26]

## 주요 사업
| 분야                              | 주요 사업 |
| --------------------------------- | --- |
| 디자인 인력양성 및 교육           | - 디자인 인력 양성 : 디자인융합전문대학원, 코리아디자인멤버십(KDM), 차세대디자인리더 등 우수 디자이너 및 대학원생을 발굴·육성한다. - 인적자원개발위원회(ISC) : 국가직무능력표준(NCS) 개발 및 일학습병행제 등 교육훈련 사업수행으로 인적자원 개발·관리·활용 기준을 마련한다. |
| 디자인 연구 및 정책개발           | - 디자인 정책 연구 : 디자인진흥종합계획 수립, 디자인 및 서비스디자인 정책연구, 스타일산업 정책 연구 등 디자인산업을 위한 정책을 수립한다. - 디자인산업 통계 조사 : 산업디자인통계조사, 생활산업통계조사 등 조사를 통해 국내외 디자인 정보 수집·가공·분석을 통해 통계 정보를 제공한다. - 지역연계 디자인 연구 및 개발 : 미래디자인융합센터가 위치한 양산을 중심으로 지역과 연계한 디자인 연구개발 사업을 한다. |
| 디자인 문화 확산 및 해외시장 진출 | - 디자인 공모 및 선정 : 우수디자인상품선정, 대한민국디자인전람회, 한국청소년디자인전람회, 글로벌생활명품 등 우수한 기업·지자체·디자이너를 선정한다. - 해외디자인거점센터 운영 : 중국·베트남 디자인센터 구축 및 해외거점센터 확대를 통해 국내 디자인 기업의 해외 진출을 지원한다. |
| 기업지원 및 창업육성              | - 중소기업 디자인개발 지원 : 중소중견기업 및 사회적 기업의 디자인역량 강화를 위한 디자인개발, 디자인컨설팅을 한다. - 디자인공정거래기반 구축 : 디자인공지증명제도, 분쟁조정위원회, 표준계약서, 디자인용역 대가기준 마련 등 디자인권리보호를 위한 활동을 한다. - 디자인 전문회사 및 혁신기업 지원 : 디자인이 우수한 디자인전문기업과 성장유망한 중소기업을 선정하여 글로벌 경쟁력을 갖춘 기업으로 육성한다.    |
| 서비스디자인 및 제조혁신          | - 국민 참여형 서비스디자인 : 국민디자인단, 국민UX개선 사업 등 국민 중심의 정책이 기획·운영될 수 있도록 지원한다. - 도시재생융합사업지역 : 주민과 서비스디자인전문가가 함께 도시재생을 위한 사업아이템 발굴 및 사업을 추진한다. - 서비스·경험디자인기사 : 2019년 국가기술자격법 시행규칙 개정안이 공포됨에 따라 서비스·경험디자인기사 자격검정시험을 운영한다.                                                 |

## KIDP 역대 원장
|       | 성명   | 사진 | 재임기간                | 주요이력 | 경영방침 |
| ----- | ------ | ---- | ----------------------- | --- | --- |
| 초대  | 이낙선 |      | 1970.05.19 ~1972.03.07  | 육군포병학교, 경희대학교 정치대학원 정치학 석사 제2군사령부 소령, 국가재건최고회의 의장 비서관, 대통령비서실 민정비서관 역임 초대 국세청장 역임                                             | 현재 우리나라의 디자인과 포장의 실정은 국제수준에는 아득히 뒤떨어져 있음을 부인할 수가 없다. 상품의 품질자체는 외국상품에 비해서 손색이 없으면서도 디자인과 포장이 나쁘기 때문에 제값을 받지 못하는 사례가 흔히 있었습니다. 기업인들은 디자인과 포장이 곧 상품의 판매촉진이나 해외시장 개척, 즉 수출증대에도 직결되며 그것이 곧 기업의 성장을 뜻한다는 것을 명심하셔야 되겠습니다. 디자인 포장도 이러한 관점에서 발간하게 되었습니다. <디자인 포장> 창간호 1970년 11월, '이 낙선 이사장 권두언' 중 박정희 대통령 \| 경영자를 위한 포장 세미나 우수 공예전 참석 육영수 여사 \| 제6회 대한민국상공미술전람회 참석 |
| 2대   | 조태호 |      | 1972.03.08 ~1972.12.31  | 5.16장학회(현 정수장학회) 이사 MBC이사 | 대량생산, 대량판매라고 하는 산업 메카니즘의 톱니바퀴가 크게 회전하고 있는 곳에서 공해문제와 소비자보호운동이 한층 더 관심을 끌고, 인간회복을 축으로 삼은 톱니바퀴가 또 한쪽에서 조용히 돌기 시작한 것이 세계적인 추세입니다. 특히 수출상품일 경우는 외국 사람들이 써주어야만 수출이 가능하기 때문에 그러한 문제가 더욱 뚜렷해지는 것입니다. 따라서 상품과 포장의 기능과 구조, 색채, 합리성, 간편성, 처리성, 경제성의 문제 등을 해결하고 기업생명의 근원을 찾아 키우고자 합니다. |
| 3대   | 장성환 |      | 1973.01.01 ~1976.06.30  | 미국 미주리종합군사학원 졸업 일본 와세다 대학교 대학원 산업공학과 공학석사 공군대학교장, 공군참모총장 역임 대한항공 사장, 교통부 장관 역임                                                  | 한국디자인포장센터 ICSID 정회원 가입 지난 10월 8일부터 10월 13일까지 6일간 제8차 ICSID 총회와 세계산업 디자인대회가 일본효 3에서 개최되었습니다. 산업디자인 관계 국제회의가 동아시아 지역에서 개최된 것이 처음 있는 행사일 뿐 아니라 센터는 그간 ICSID에 회원으로서 가입을 추진해왔음으로 특별한 기대와 관심을 가지고 장성환 이사장님과 최승천 디자인개발실장, 이영석 진흥부장이 참가하였습니다. 다행히 센터의 가입은 다수 회원단체의 지지에 의하여 승인되어 국제적인 활동 무대를 확장하는 계기가 마련되었음은 대단히 의의 깊은 일이며 또 이번 회의의 성과라 할 수 있겠습니다. <디자인 포장> 15호 1973년 12월, '제8차 ICSID 총회 참가보고’ 중 박정희 대통령 \| 제8회 상공미전 및 한국포장대전 참석 |
| 4대   | 김희덕 |      | 1976.07.01 ~1983.12.31  | 육군사관학교 2기 육군본부 중장, 제20대 육군사관학교 교장 역임 | 디자인과 포장의 중요성은 경제가 대량소비시대를 맞이하여 점점 높아지고 있습니다. 왜냐하면 기술혁신은 생산성의 향상과 상품의 균질화를 초래하여 상품 그 자체의 우열의 차를 약화시키고 판매기술이 보다 중요한 것이 되고 있기 때문입니다.. (중략) 따라서 제품의 독창성이 결여되고 디자인이나 포장이 미숙하여 자칫하면 내용은 충실하면서도 국제시장에서 우리 상품이 저질이며 싸구려로 낙인찍힐 우려도 없지 않았던 것입니다. 당 센터는 수출상품의 고급화와 창조적인 상품개발을 위하여 세계시장의 국제 경쟁력 강화의 중요한 일익을 담당하고 있음을 감안해 볼 때 그 사명감이 한층 무거워 짐을 통감하는 바입니다. <디자인 포장> 27호 1976년 8월, '김희덕 신임원장 권두언' 중 |
| 5대   | 이광노 |      | 1984.01.01 ~1988.06.14  | 육군사관학교, 육군대학교 졸업, 서울대 행정대학원 행정학 석사 육군 제1군사령부 부사령관 역임 국가보위비상대책위원회 내무분과위원장 역임 육군 수도군단장, 제1군단장 직무대리, 육군 중장 예편  | 한국무역협회가 1983년 6월 우리나라 상품을 수입하는 각국의 바이어들을 대상으로 실시한 설문조사에 따르면 '우리나라 상품의 디자인이 타국의 상품보다 우수하여 구매 한다’고 한 답은 불과 2.4%뿐으로, 우리나라의 상품구매에 디자인 측면보다는 다른 요인에 의한 구매가 절대적이었음을 말해주고 있습니다. 낙후된 상품의 디자인 수준은 과거 값싼 제품을 대량으로 수출하던 시기와는 달리 고급품 수출에 큰 장애요인이 되고 있습니다. 이와 같은 시대적 요구에 부응하여 디자인 진흥 정책의 일환으로 GD마크제를 실시하게 되었습니다. <산업디자인> 80호 1985년 6월, '우수디자인상품 선정제 / GD 마크제' 중 전두환 대통령 \| 제21회 대한민국산업디자인전 (대한민국디자인전람회) 참석 |
| 6~7대 | 조진희 |      | 1988.06.15 ~1993.04.16  | 육군사관학교, 연세대 행정대학원 졸업 육군본부 부관감 역임 한국조폐공사감사 역임 | 한국디자인포장센터,산업디자인포장개발원(KIDP)’으로 명칭 변경 / 센터가 설립될 당시 70년도와 개발원으로 제2의 창업을 맞게 된 현시점과는 우리나라의 산업, 경제적 환경과 국제적 위상에 있어 엄청난 변화가 있습니다. 1970년도 당시 10억 달러에 불과하던 수출액이 700억 달러에 달하고 있으며, 산업 구조도 고부가가치산업 위주로 발전되었습니다. 과거의 모방. 주문 생산 형태에서 이제 중소기업까지도 디자인과 포장 전담 부서를 두고 독자적인 상품 개발에 힘을 쏟고 있습니다. 과거의 센터가 우리나라 디자인, 포장산업의 개척기와 성장기를 주도했다면, 앞으로 개발원의 과제는 이를 성숙시키고 도약시키는 일이라 할 것입니다. <산업디자인> 116호 1991년 6월, '산업디자인포장개발원으로 새로운 출발 / 한국디자인포장센터 제2의 창업' 중 |
| 8대   | 유호민 |      | 1993.04.17 ~1996.12.16  | 서울대 법대 졸업, 하버드 경영대학원 수료 상공부 국장, 청와대 경제 비서관 역임 남양정밀 회장 역임                                                                                            | 산업디자인 원년 및 디자인주간 선포 상공지원부가 1993년을 <산업디자인 발전의 원년>으로 선포한 것에 맞추어 KIDP에서는 1000개 중소기업의 산업디자인 지도개발로 수요를 촉진하고 디자이너와 기업을 연결하겠습니다. 둘째, 국제비교전시회 개최와 외국 유명 디자이너 초청 세미나, 교육, 기업지도 등을 실시함으로써 우리 디자인 국제화와 디자이너 해외 파견을 추진하겠습니다. 셋째, 디자인 조기 영재 발굴을 위해 연간 1만 명의 초중고등학생을 무료 교육시키고, 아울러 국민학생, 중고등학생, 대학생 전람회를 신설하겠습니다. 넷째, 지방의 디자인 활성화와 균형 발전을 위해서 지방전시 및 연수를 대폭 확대하겠으며, 기업 전문가 파견 교육을 실시하겠습니다. <산업디자인> 130호 1993년 10월, '경과보고’ 중 손명순 여사 \| 제28회 대한민국산업디자인전람회 참석 손명순 여사 \| 제30회 대한민국산업디자인전람회 참석 * 손명순 여사 : 김영삼 대통령 영부인 |
| 9대   | 노장우 |      | 1996.12.17 ~2000.02.24  | 충남 공주고, 서울대 법대 졸업 공업진흥청, 주(駐)EC대표부 상무관 상공부 통상정책국장 역임 통산부 무역위원회 상임위원 역임                                                                    | 산업디자인포장개발원은 그 동안 포장 부문에서 상당한 노하우와 업무실적을 쌓아왔습니다. 물론 이것은 하루 아침에 이루어진 것은 아니며 또한 단순히 포장업무가 정관에서 없어진다고 하여 하지 않아도 된다는 것은 아니라고 생각합니다. 앞으로 본원은 관계 부처와 협의를 통해 타 기관에 포장 관련 노하우를 이관할 때까지는 포장업무의 공백이 생기지 않도록 최선을 다할 계획이며, 특히 이번 서울에서 개최될 APF 대회와 서울팩도 성공적으로 이끌기 위해 만반의 준비를 다할 생각입니다 (중략) KIDP의 기능은 한국의 산업디자인을 선도하는 것이라 생각합니다. 다시 말해 산업디자인의 발전 지표를 제시하고 이에 도달할 수 있는 최선의 방법과 정보, 교육 등을 제공하고 목표에 도달할 수 있도록 앞에서 이끌어 주는 것입니다. 그러므로 우리나라 경제의 성숙도와 여건을 무시하고 지금까지의 KIDP의 사업을 단순히 성패로만 평가한다는 것은 바람직하지 않다고 봅니다. <산업디자인> 151호 1997년 1월, '신뢰와 믿음을 바탕으로 산업디자인의 내실화에 역점 / KIDP 노장우 원장' 중 김대중 대통령 \| '98한국디자이너대회 '어울림' 참석 김대중 대통령 \| 제1회 산업디자인진흥대회 참석(청와대 영빈관) 통상산업부 산업디자인과→ 산업자원부 품질디자인과 |
| 10대  | 정경원 |      | 2000.02.25 ~2003.05.15  | 최초의 민간 전문가 원장 서울대 응용미술학과 학사, 서울대 대학원 석사, 미국 시라큐스대 석사 영국 맨체스터 메트로폴리탄대 박사 한국과학기술원(KAIST) 산업디자인과 교수 역임                   | 20년 전 대학원에서 한국산업디자인 정책에 대한 연구를 하면서부터 디자인 정책과 진흥은 내 관심 분야였는데, 이번에 정식으로 공모 절차를 거쳐서 당선 되니까 한편으로는 기쁘고 한편으로는 부담스럽습니다. 중요한 때 소임을 주어서 정말로 책임감을 느낍니다 (중략) 모든 일은 선택과 집중의 논리입니다. 정부가 추진하는 개혁의 논리도 마찬가지입니다. 백화점식으로 진흥원이 모든 것을 다 해야 되는 것은 아닙니다. '정부끌기-민간밀기'가 20세기 아날로그식 정책이었다면, 21세기 디지털 시대의 디자인 패러다임은 '민간끌기-정부밀기'로 바꾸어야 합니다. 디자이너 출신을 원장으로 선출하게 된 이유도 아마 이러한 사고의 전환이 필요해서일 것입니다. <산업디자인> 169호 2000년 3월, '봉사하는 디자인 진흥의 역할에 충실하겠습니다' 중 김대중 대통령 \| 제3회 산업디자인진흥대회 산업자원부 품질디자인과 → 산업자원부 디자인브랜드과 |
| 11대  | 김철호 |      | 2003.05.17 ~2006.05.15  | 홍익대 응용미술학 학사, 한양대 대학원 제품디자인석사, 일본 치바대 대학원 제품디자인박사 LG전자 디자인연구소장 부사장 역임 세계디자인대회(ICSID) 조직위원 역임                               | 디자인코리아 2003 국제회의 / 산자부, '참여정부 디자인산업 발전전략보고' 발표(청와대 영빈관) / 제1회 국가상징디자인공모전 / 제1회 디자인코리아 산업자원부가 주최하고 한국디자인진흥원이 주관하는 본 전시는 2000년 세계그래픽디자인대회와 2001년 세계산업디자인대회를 성공적으로 개최한 자신감과 이후 조성된 세계 디자인계와의 긴밀한 협력관계를 기반으로 추진, 성사되었습니다 (중략) 2003 서울 세계베스트디자인전은 세계적인 수준의 디자인 제품을 한 자리에서 비교, 전시함으로써 우리 기업의 디자인 수준을 높이고, 기업간 비즈니스 및 마케팅을 지원하며, 소비자의 디자인 안목을 높여줄 것으로 기대됩니다. <디자인db> 187호 2003년 9월, '세계디자인 명품을 한자리에, 2003 서울 세계베스트디자인전' 중 김대중 대통령 \| 2003 디자인코리아, 2003 디자인발전전략 보고 산업자원부 디자인브랜드과→ 산업자원부 표준디자인과 → 산업자원부 디자인브랜드과 |
| 12대  | 이일규 |      | 2006.05.16 ~2009.03.31  | 육군사관학교 졸업, 중앙대 경영학 박사 산업자원부 부이사관 역임, 미국 뉴욕 주재 상무관 중소기업청 기술지원국장, 창업벤처국장, 경기중기청장 역임                                              | 디자인은 기업 경영전략을 비롯해 국가 이미지 쇄신 전략으로 적극적으로 활용되고 있으며, 전 세계적으로 통하는 만국 공통어이자 우리 삶의 질적 향상과 직결되는 요소로 아무리 훌륭한 품질과 기술을 보유한 기업이라도 소비지의 문화적인 육구와 강성을 충족하는 디자인을 고려하지 않으면 시장에서 외면당하는 추세입니다. 특히, 세계 선진국의 예에서 보듯 국민소득 2만 달러가 넘으면 살의 질에 관심을 갖게 되면서 자연스럽게 공공디자인에 대한 관심이 증가하게 되는데, 우리나라도 새 정부가 창의적인 디자인 강국 구현을 국정지표의 하나로 신정하여 디자인 발전에 적극 나서고 있고, 유럽의 주요 선진국들은 이미 오래 전부터 디자인을 캐치프레이즈로 내걸며 국가 이미지 향상과 경제 활성화를 꾀하고 있음은 주지의 사실입니다. 이제 디자인과 연계되지 않은 경영전략은 불가능하다고 할 만큼 그 어느 때 보다도 디자인의 역할이 중요하다고 봅니다. <designdb+1 (08.8) 창간> ‘이일규 원장 창간호 기고' 중 산업자원부 디자인브랜드과 → 산업자원부 디자인브랜드팀 → 지식경제부 디자인브랜드과 |
| 13대  | 김현태 |      | 2009.01.01. ~2012.03.26 | 연세대 경영학 학사 산업자원부 기획예산담당관 산업자원부 무역위원회 무역조사실 실장 지식경제부 우정사업본부 보험사업단 단장 역임                                                             | 21세기 감성경제 시대를 맞아 기업의 가치 창출 및 국가경쟁력을 좌우하는 핵심요소로서 디자인의 역할이 날로 증대하고 있습니다. 특히 삼성경제연구소의 설문조사 결과 국내 기업 CEO의 51.7%가 디자인이 기업의 경쟁력을 좌우한다고 응답(2006. 6)하는 등 기업 간 기술 수준의 평준화로 인해 제품차별화 및 브랜드 제고를 위한 가치창출 수단으로서 디자인의 중요성은 더욱 부각되고 있는 상황입니다.(중략) '제4차 산업디자인진흥종합계획(2008-2012)'중 2010년 우선적으로 추진 할 과제를 중심으로 기업육성, 인력양성, 기반조성, 제도개선 등 디자인 산업의 진흥을 위한 실행 방안에 대해 집중적 연구를 진행하고자 합니다. <21세기 산업디자인 전략 연구보고서> 추진배경 중 지식경제부 디자인브랜드과 |
| 14대  | 이태용 |      | 2012.03.27 ~2015.05.31  | 서울대 정치학 학사, UC버클리 대학원 에너지·자원학 석사 아주대 대학원 에너지시스템학 박사 산업자원부 국장, 특허청 차장, 에너지관리공단 이사장 역임 대통령 직속 녹색성장위원회 위원 역임      | 한국디자인이 발전하기 위해서는 디자인이 제대로 가치를 인정받을 수 있도록 불공정거래의 근절 및 디자인 인식을 개선해 나가는 것이 시급합니다. 아울러 우리 디자인 발전에 큰 업적을 세운 디자인 명사들을 발굴하는 “디자인 명예의 전당” 제도를 신설할 것입니다. KIDP는 현재 디자인 기획부터 사업화까지 전체 프로세스에 참여하는 “디자인 융합형 R&D 프로세스" 개발과 디자인 전문회사들의 비즈니스 모델을 디자인컨설팅으로 고도화하는 프레임웍을 개발중에 있습니다. 또한 중소기업들을 위한 디자인 기초연구 및 트렌드 리서치를 수행할 디자인 연구소를 설립하고, 융합형 디자인대학 교육, 차세대디자인리더 사업을 통한 글로벌 스타디자이너 양성 등 디자인 인재육성도 지속적으로 추진할 것입니다. <designdb+9 (12. 여름)> 이태용 원장 경영방침 중 박근혜 대통령 \| 2013년 디자인코리아 개막식 축하 메시지(영상) 지식경제부 디자인브랜드과 → 산업통상자원부 디자인생활산업과 |
| 15대  | 정용빈 |      | 2015.06.01 ~2017.09     | 건국대 산업공학 학사 삼성전자 상품기획센터장 역임, 디자인경영 실무 총괄 클릭티브이, SR아이텍 최고경영자 역임 대구경북디자인센터 1~3대 원장, 서울디자인재단 DDP경영단장 역임                 | 디자인은 감성 산업과 기술을 융합할 수 있는 확실한 촉매코드로 기업과 국가 경쟁력을 견인하게 될 것"이며, 디자인을 창조산업 내지 품격 산업으로 재정립하는 디자인경영 전략가의 임무를 다할 것입니다. 또한 해외 디자인 진출 지원 등 '글로벌 비즈니스 사업' 강화에 우선적으로 나서 수출회복을 이끌고, "'우수 디자인 해외 진출사업'을 14억 규모로 추진하고 프랑스 메종&오브제, 중국 캔톤페어와 이우시 국제소상품박람회 같은 비즈니스 전시 참가 지원은 물론 알리바바 온라인마켓(Design More) 등과 제휴해 국내 디자인 기업들의 수출을 적극 돕고, 코트라 등 유관 기관과 협력해 생활 산업 분야 디자인 경쟁력을 높이는 데도 힘쓸 것입니다. 아울러 오는 2017년까지 100개의 소비재 발굴을 목표로 새로운 라이프 스타일 및 수요변화에 부합하고 세계시장에서 성공 가능성이 높은 ''글로벌 생활명품'도 집중 육성할 계획입니다. 산업통상자원부 디자인생활산업과→ 산업통상자원부 엔지니어링디자인과 |
| 16대  | 윤주현 |      | 2018.04.27 ~2021.05.    | 최초의 여성 원장 한국과학기술원(KAIST) 산업디자인학과 학사, 석사, 박사 대우전자 시스템산업부, 뉴욕 타임(Time Inc) 디자이너, 디자인기업 ㈜네타워크 대표 역임 서울대학교 디자인학부 교수 역임 | 임기 내 가장중점적으로 추진하고 있는 정책이 있다면 무엇인가요? 내부적으로는 디자인 주도의 조직혁신, 외부적으로는 디자인계 권리보호, 디자인 주도 산업육성, K-디자인 아카이빙, 사회적가치 실현 디자인분야 권리보호 : 디자인통합민원센터 구축, 디자인 공지증명, 디자인 대가기준 제정 등 디자인 주도 산업육성 : 디자인 주도로 중견·중소기업과 스타트업을 육성하기 위한 사업 (예: 디자인혁신기업육성사업, 세대융합창업캠퍼스, 디자인이노베이션랩, 제조기업 디자인인력지원사업, DKworks 등) 디자인아카이빙 : K-디자인의 가치를 전 세계에 알릴 수 있는 각종 사료 아카이빙 (예 : 디자인코리아 뮤지엄, 디자이너의 서재 D.shelf 5) 사회적 가치 실현 : 사회적 기업이 디자인 주도로 안정적인 시장안착과 지속적인 발전을 거듭하여 스스로 자생할 수 있는 환경 조성에 노력 (예 : 디자인주도 사회적기업 혁신역량강화사업 등) 김정숙 여사 \| 코리아+스웨덴 영디자인어워드 시상식 참석 산업통상자원부 엔지니어링디자인과 Mission 디자인주도 혁신을 통한 국가경쟁력 강화 및 삶의 질 향상 Vision 글로벌 선도 디자인혁신기관 |

## 사건 사고
- 2017년, 회장의 딸의 채용한 채용비리 사실이 적발되었다.[49]

- 2017년, 공모전을 열어 직원들끼리 상을 주고받은 사실이 적발되었다.[50]
- 2019년, 동해를 일본해로 표기하였다.[51]
- 2020년, 회사의 설비를 몰래 고물상에 팔아넘겼다.[52]

- 2020년, 공공기관 경영정보 불성실공시기관으로 지정되었고, 동반성장 등급 최하위를 받았다.[53]